# Variometer

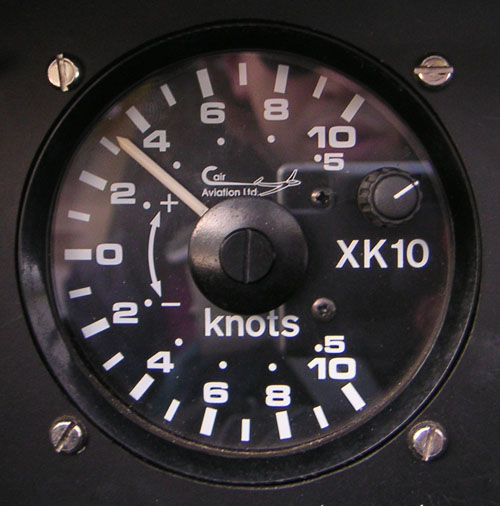
Variometer

De variometer (Engels: Vertical Speed Indicator) is een meetinstrument dat de stijg- en daalsnelheid van een vliegtuig meet. Wanneer een vliegtuig stijgt, beweegt het zich naar een hoger niveau, waar de luchtdruk lager is. Op basis van deze luchtdrukverandering geeft de variometer aan of en in welke mate het vliegtuig stijgt of daalt. De toe- of afname van de hoogte van het vliegtuig wordt doorgaans uitgedrukt in voet per minuut of meter per seconde.

## Gebruik
Mensen kunnen, anders dan vogels, niet direct stijgen en dalen waarnemen. Voor de variometer bestond hadden vliegers van zweefvliegtuigen moeite gebruik te maken van atmosferische stromingen om de vluchtduur te verlengen.
Directe veranderingen in verticale snelheid waren waar te nemen omdat ze iets in de zitting werden gedrukt of er iets van los kwamen. Daarmee was echter bijzonder moeilijk onderscheid te maken tussen stijgen en dalen en de mate daarvan.
De werkelijke mate van stijgen of dalen kon niet eens bij benadering worden bepaald zonder duidelijke referentie (bijvoorbeeld een toren of een berg).
Bij hellingvliegen wordt in de stijgende lucht langs een berghelling gevlogen, als referentie wordt dan diezelfde berghelling gebruikt. De bruikbaarste vorm van lift is thermiek of de golven hoog achter een berghelling; hier is geen duidelijke referentie te vinden. Het optimaal gebruikmaken van deze energie is erg moeilijk zonder een variometer.

## Total energy compensation
Een nadeel van een niet gecompenseerde variometer is dat het instrument sec de verticale snelheid meet, ook als de piloot het vliegtuig laat stijgen of dalen.
De informatie die, vooral, een vlieger van een zweefvliegtuig nodig heeft is niet de verticale snelheid van het vliegtuig zelf maar van de omringende lucht waar het vliegtuig in vliegt.
Als de piloot ervoor kiest te duiken of op te trekken, wat vaak nodig is om optimaal gebruik te maken van thermiek, zal een eenvoudige variometer trouw stijgen of dalen aangeven. Dit betekent dat een ongecompenseerde variometer alleen te gebruiken is om atmosferische lift of daling te vinden in een rechtlijnige vlucht, optrekken of duiken verhult de ware bewegingen van de omringende lucht (dit wordt ook wel knuppelthermiek genoemd).
Duiken en optrekken hebben direct invloed op de snelheid van een zweefvliegtuig. De vlieger van een zweefvliegtuig kan hoogte omzetten in snelheid en snelheid in hoogte. In natuurkundige termen betekent dit omzetten van kinetische energie in potentiële energie en andersom. In een poging om stijgende lucht te vinden is een piloot van een zweefvliegtuig veel meer geïnteresseerd in de totale energie (potentieel + kinetisch) en minder in de verdeling over beide soorten.
De meeste moderne zweefvliegtuigen zijn uitgerust met een total energy of gecompenseerde variometer.
Dit instrument wordt gecompenseerd door de snelheidsverandering van de hoogteverandering af te trekken. De compensatie kan door de beide waarden te meten via een total energy probe, een buis gemonteerd aan het vliegtuig waardoor de omgevingsdruk wordt gemeten en die tevens een snelheidsafhankelijke onderdruk levert om de variometer te compenseren.
Een andere manier om te compenseren is via elektronische weg, door de gemeten snelheid van het vliegtuig door de lucht terug te rekenen naar een verandering in druk en het resultaat af te zetten tegen de drukverandering als gevolg van hoogteverandering.
Een gecompenseerde variometer komt in gemotoriseerde vliegtuigen bijzonder weinig voor. De vlieger van een motorvliegtuig is meer geïnteresseerd in de werkelijke verticale snelheid om een constante hoogte of constante stijging of daling vast te houden.
De total energy probe komt voor in de vorm van een klassieke venturi of eenvoudig als een spleetje of twee gaatjes aan de achterkant van een verticaal buisje. De vorm van de TE-probe is zo dat de luchtstroom door of om de probe een onderdruk genereert (lagere druk). Als de piloot een zweefvliegtuig laat duiken zal de toename in luchtsnelheid een grotere onderdruk veroorzaken die de toenemende druk in de variometer door de lagere hoogte compenseert. Als het systeem goed op elkaar is afgestemd zal de verandering van onderdruk als gevolg van veranderde snelheid de verandering van statische druk als gevolg van verandering van hoogte precies compenseren, het nettoresultaat is dat er geen verandering is in aflezing van de variometer bij hoogteveranderingen als gevolg van veranderingen van snelheid.
Om de werking van de TE-probe optimaal te maken moet deze in de ongestoorde luchtstroom geplaatst worden, het instrument dient buiten de door het vliegtuig zelf veroorzaakte turbulentie gehouden te worden. Meestal wordt een buisje met een knik gebruikt dat aan de voorkant uit het kielvlak van een zweefvliegtuig steekt.

## Radiobestuurd zweefvliegen
Variometers worden ook gebruikt in radiobestuurde zweefvliegtuigen. Het systeem bestaat uit een zendertje in het vliegtuig en een ontvanger bij de vlieger. Afhankelijk van het ontwerp geeft de ontvanger alleen met een toonhoogte aan of het vliegtuig stijgt of daalt. Ook wordt op een display of met spraak de hoogte weergegeven.
Andere vormen van telemetrie zijn: weergave van de vliegsnelheid en spanning van de ontvangeraccu.
Ook variometersystemen voor modelzweefvliegtuigen kunnen zijn uitgerust met total energy compensation.
Een variometer is geen noodzaak in een modelzweefvliegtuig, een ervaren vlieger kan aan de hand van visuele waarneming zien of het vliegtuig stijgt of daalt. Een variometer wordt vaak gezien als een gebrek aan vaardigheid.
snelheidsmeter · kunstmatige horizon · hoogtemeter · bochtaanwijzer · gyrokompas · variometer · radiohoogtemeter · vliegtuigelektronica